# Roy Emerson Arena
Il Roy Emerson Arena è un impianto polivalente situato a Gstaad in Svizzera. Lo stadio ospita il torneo maschile dello Swiss Open Gstaad e quello femminile del Ladies Championship Gstaad. L'impianto ha una capienza massima di 4.500 spettatori ed è così chiamato in onore di Roy Emerson, dodici volte vincitore nei tornei del Grande Slam e cinque volte nel torneo di Gstaad.